# 뉴재즈
뉴재즈(nu jazz, nü jazz) 또는 재즈트로니카(jazztronica) 또는 퓨처 재즈(future jazz)는 재즈 및 전자 음악의 장르이다. 이 음악은 재즈 요소와 펑크, 전자 음악, 자유 즉흥 연주 등 다른 음악 스타일을 혼합한다.
뉴재즈는 일반적으로 가까운 사촌인 애시드 재즈(Acid Jazz)보다 일렉트로닉 영역에 더 많이 진출한다. 뉴재즈는 본질적으로 매우 실험적일 수 있으며 사운드와 개념이 매우 다양할 수 있다. 이 사운드는 애시드 재즈보다 블루스의 뿌리에서 더 멀리 벗어나 전자 사운드와 천상의 재즈 관능미를 탐구한다. 뉴재즈의 스타는 음악 그 자체이지 연주자의 개인기재능이 아니다.